# Jaromir Hirtenfeld
Jaromir Hirtenfeld, ursprünglich Csikos (* 1816 in Siebenbürgen; † 24. Juli 1872 in Wien), war ein österreichischer Militärhistoriker, Militärsachbuchautor sowie Eigentümer und leitender Redakteur der Militär-Zeitung.

## Leben
Hirtenfeld wurde zum Dr. phil. promoviert. Er war Inhaber des russischen St.-Annen-Orden III. Klasse, des preußischen Roten Adlerorden IV. Klasse, des dänischen Dannebrogorden sowie Besitzer der k.u.k. großen goldenen Medaille viribus unitis. Er war Korrespondent der Geologischen Reichsanstalt und Mitglied der Österreichischen Geographische Gesellschaft.
In seiner Funktion als Redakteur der Militär-Zeitung eckte Hirtenfeld mehrmals an. Wegen eines gegen den Klerus gerichteten Artikels vom 25. September 1861 stand er wegen Verleumdung vor Gericht und wurde zu zwei Monaten Arrest verurteilt. Außerdem bekam er die Auflage, dieses Urteil samt Begründung auf die erste Seite des Blatts zu bringen, wo es am 4. Oktober 1862 auch erschien.

## Werke
- Allgemeines Militärisches Handbuch. Organisation der europäischen Heere in Bezug auf Etat, Eintheilung, Dislocation, Bewaffnung, Ausrüstung, Uniformirung etc., und einer militärischen Bibliografie des Jahres 1853; nach authentischen Mittheilungen und den besten Quellen. Carl Gerold & Sohn, Wien 1854, OCLC 794351432 (Online – Internet Archive).
- Der Militär-Maria-Theresien-Orden und seine Mitglieder. Nach authentischen Quellen bearbeitet. Zur ersten Säkularfeier 1857. Wien: Staatsdruckerei 1857, 2 Bände, OCLC 600372696.
  - 1. Abtheilung (Seiten 1–748, Online Uni-Düsseldorf)
  - 2. Abtheilung 1805–1850 (Seiten 749 ff. Online – Internet Archive) Online Uni-Düsseldorf
- Vor 100 Jahren, Erinnerungen an Olmütz und seine ruhmvollen Verteidiger. Ein Beitrag zur Vaterländischen Kriegsgeschichte. 1858
- Ban Jelačić. Biographische Skizze. Mit dem Porträt des Banus. M. Auer, Wien 1861

## Herausgeber
- Oesterreichisches Militär-Konversations-Lexikon, Verlag Carl Gerold und Sohn, 
  - 1. Bd. (zusammen mit Hermann Meynert) (A–C).
  - 2. Bd. (D–G), 1852.
  - 3. Bd. (H–Kulm).
- Oesterreichischer Militär-Kalender für das Schaltjahr 1856. 7. Jahrgang. Wien, Karl Gerold’s Sohn, 1856.
- Militärische Zeitung, 1848–1856, fortgesetzt als Militär-Zeitung, 1857–1868, Wien: bei M. Auer.